# X06
「X06」是由微軟策劃的全球巡迴遊戲展覽，針對Xbox360遊戲平台所專屬的新遊戲與相關的新周邊技術所進行的展覽。
展出內容包括近期已上市的新遊戲，或者是尚未上市，但受到各界關注的開發中遊戲。另外也會有一些與Xbox 360相關的新技術，在這個展會中一同發表。

## 名詞由來
X06 = X + 2006，起因是最早在辦理X系列遊戲展覽或研討會時，為了讓與會者能進一步瞭解Xbox的遊戲背景，再加上Xbox是在2001年發行，因此用X代表Xbox系列的展覽，而最早的X系列展覽，是在2001年10月17日在法國坎城展出，當時名為X01。

## X06 Barcelona

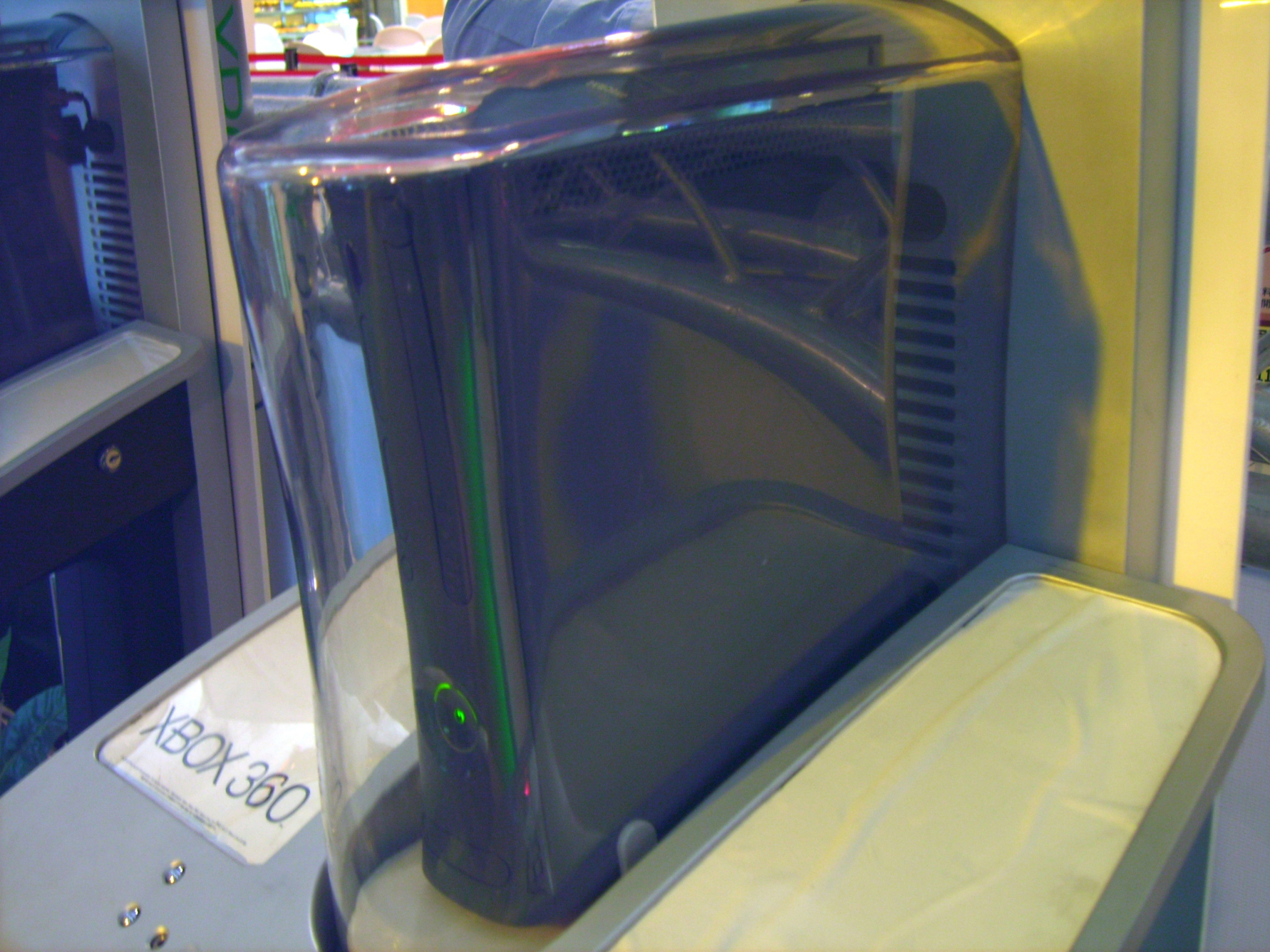
Xbox360除錯機，是針對尚未上市的遊戲進行測試用的，只能在展覽中看到。

X06今年首度舉辦的地點，是在2006年9月27日和9月28日於西班牙的巴塞罗那。說明會主要是針對各國媒體、軟硬體廠商、經銷商等進行Xbox 360的硬體未來走向與Windows Vista作業系統的整合發展。
和其他國家舉辦X06的不同點是，第一天是以研討會模式進行活動，第二天才會開放新遊戲與開發中遊戲的體驗，但都需要預先登記或是購票入場。
而X06在西班牙首度舉辦的成效，對於東歐地區或拉丁語系的國家，相對有利。

### 受到重視的新產品
- Xbox 360 HD-DVD播放器

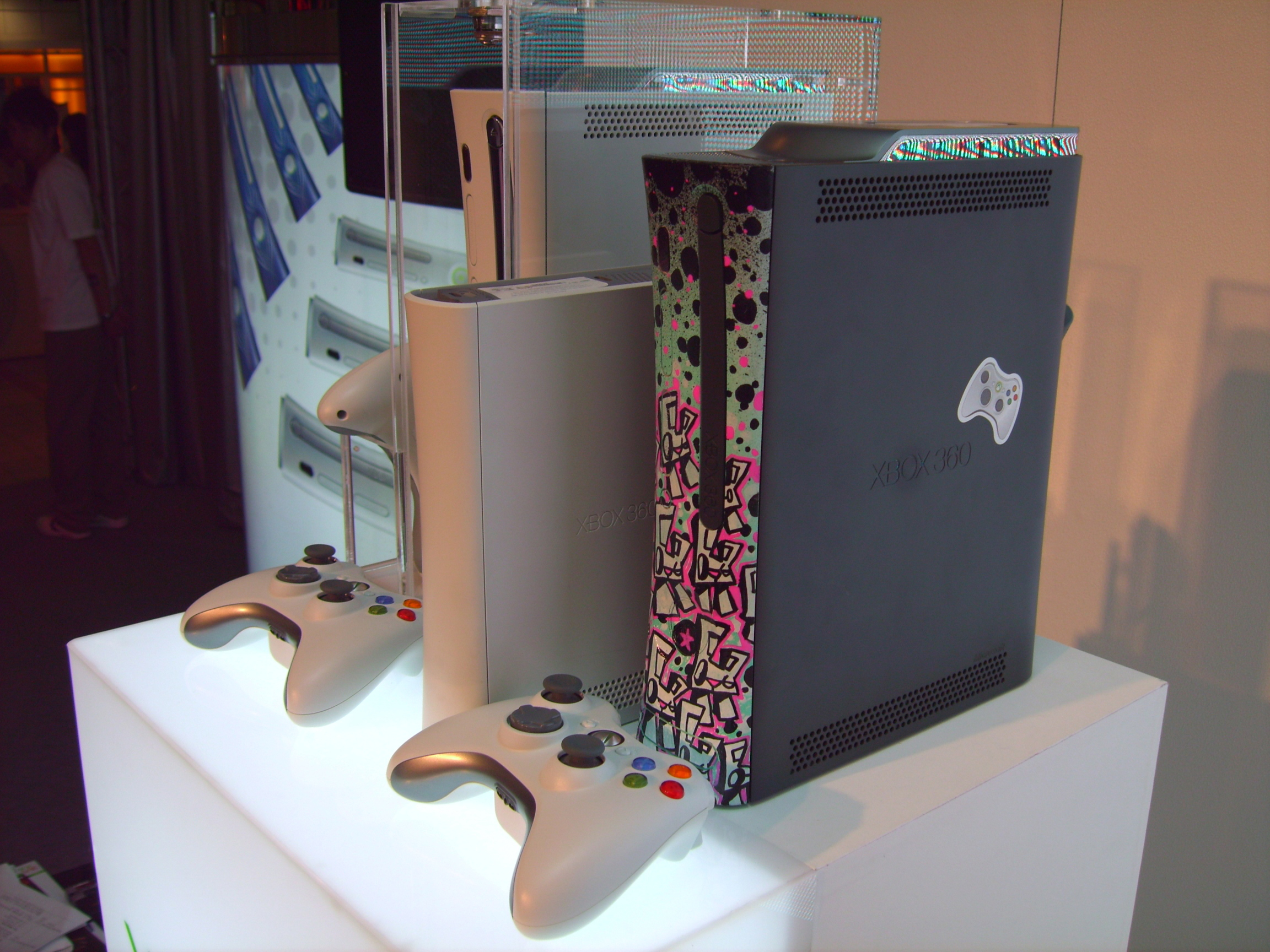
面版可以有自我風格，是Xbox360特有的地方；而在本圖突出的地方，另外還有微軟新發表的技術「Xbox 360 HD-DVD播放器」。

  - 屬於額外的配備，和Xbox 360主機本身是分開的。
- Xbox 360汎用媒體遙控器（Xbox 360 Universal Media Remote）
  - 支援Xbox 360 HD-DVD播放器與主機本身的操控。
  - 在Xbox 360 HD-DVD播放器上市時購買者，會限量贈送Peter Jackson's "King Kong"（金剛）電影DVD，與Xbox 360汎用媒體遙控器，但僅限歐美地區。

### 受到關注的遊戲
1. 縱橫諜海4：雙面間諜（Splinter Cell 4: Double Agent）
  - 雖然四代是跨平台版本，但五代以後只會在Xbox 360出現。
2. 世界街頭賽車4
3. 橫行霸道4（Grand Theft Auto IV）
  - Xbox 360的版本有支援 Live 功能，並且可以下載新的關卡。
4. 吉他英雄2（Guitar Hero 2）
5. 極速快感之玩命山道（Need for Speed: Carbon）
  - 必須登入 Xbox Live，且啟用網路功能，才能使用挑戰賽與生涯功能。
6. BioShock
  - 在 E3 獲獎的遊戲，只在Xbox 360平台登場
7. 最後一戰3（Halo 3，又稱「光暈3」）
  - 此遊戲將成為解析度1080p的原生遊戲，預計2007年登場。
8. Marvel Universe Online
  - 未來能支援PC與Xbox 360的互動
9. Xbox Live Arcade
  - 毀滅戰士（Doom）一代
  - Sensible World of Soccer

## X06 Canada

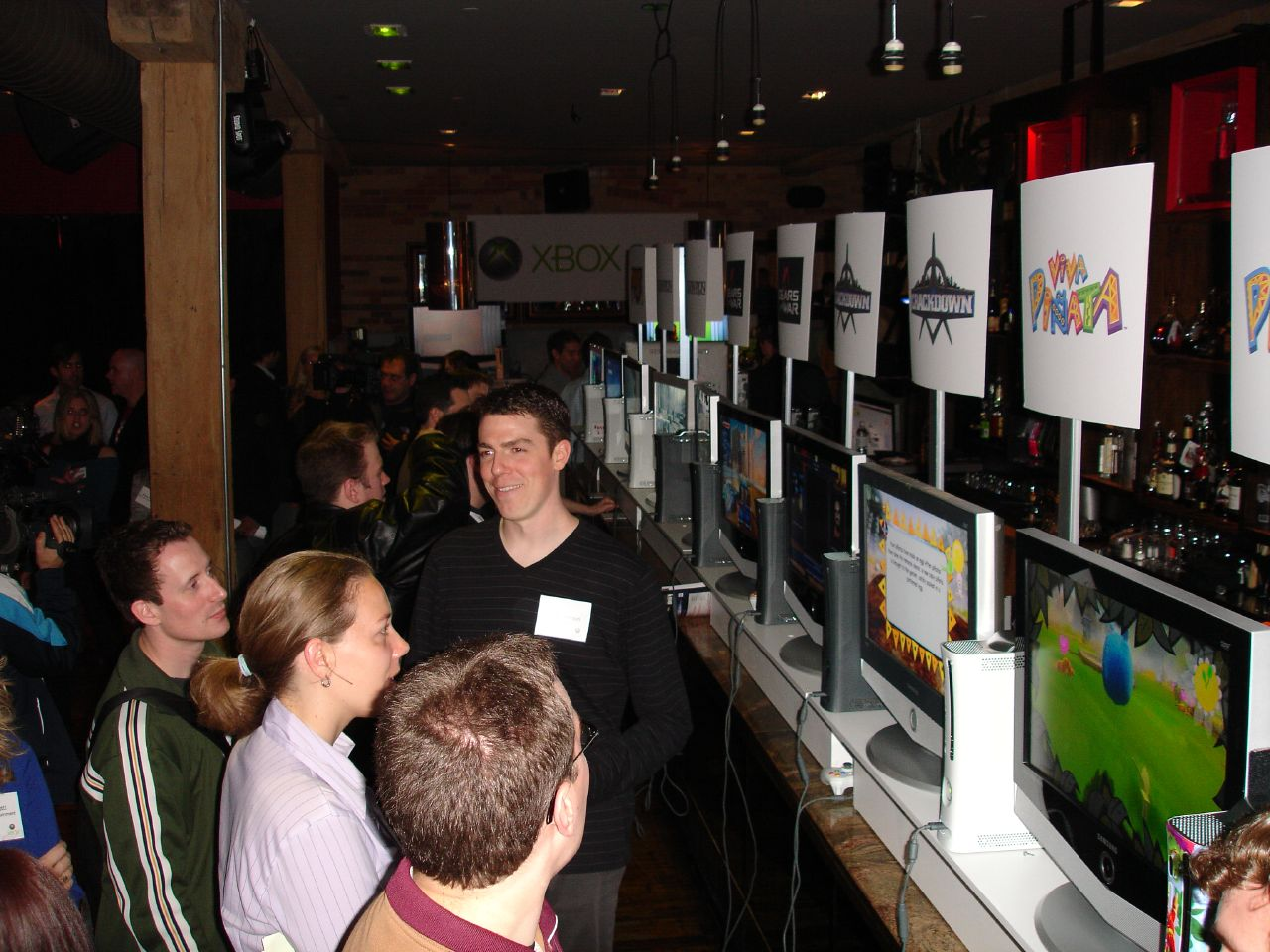
X06 Canada

加拿大的X06展（X06 Canada），是在美國時間2006年10月18日（台北時間2006年10月19日）於多倫多舉行。
和其他國家不一樣的是，試玩區域是依照遊戲開發廠商的分類來進行配置，現場還有邀請加拿大微軟最有價值專家Major Nelson在記者會與活動中示範「戰爭機器」，以及介紹Xbox 360的相關無線配備。
而在加拿大的這項遊戲展中，另一項主力則是微軟遊戲MVP的聚會，現場參觀的玩家，近三成是屬於微軟電玩類的MVP（最有價值專家），他們也在現場進行MVP大集合的小型聚會，並且MVP之間也進行了不少友誼賽，來提升MVP之間的感情。

### 受到矚目的遊戲

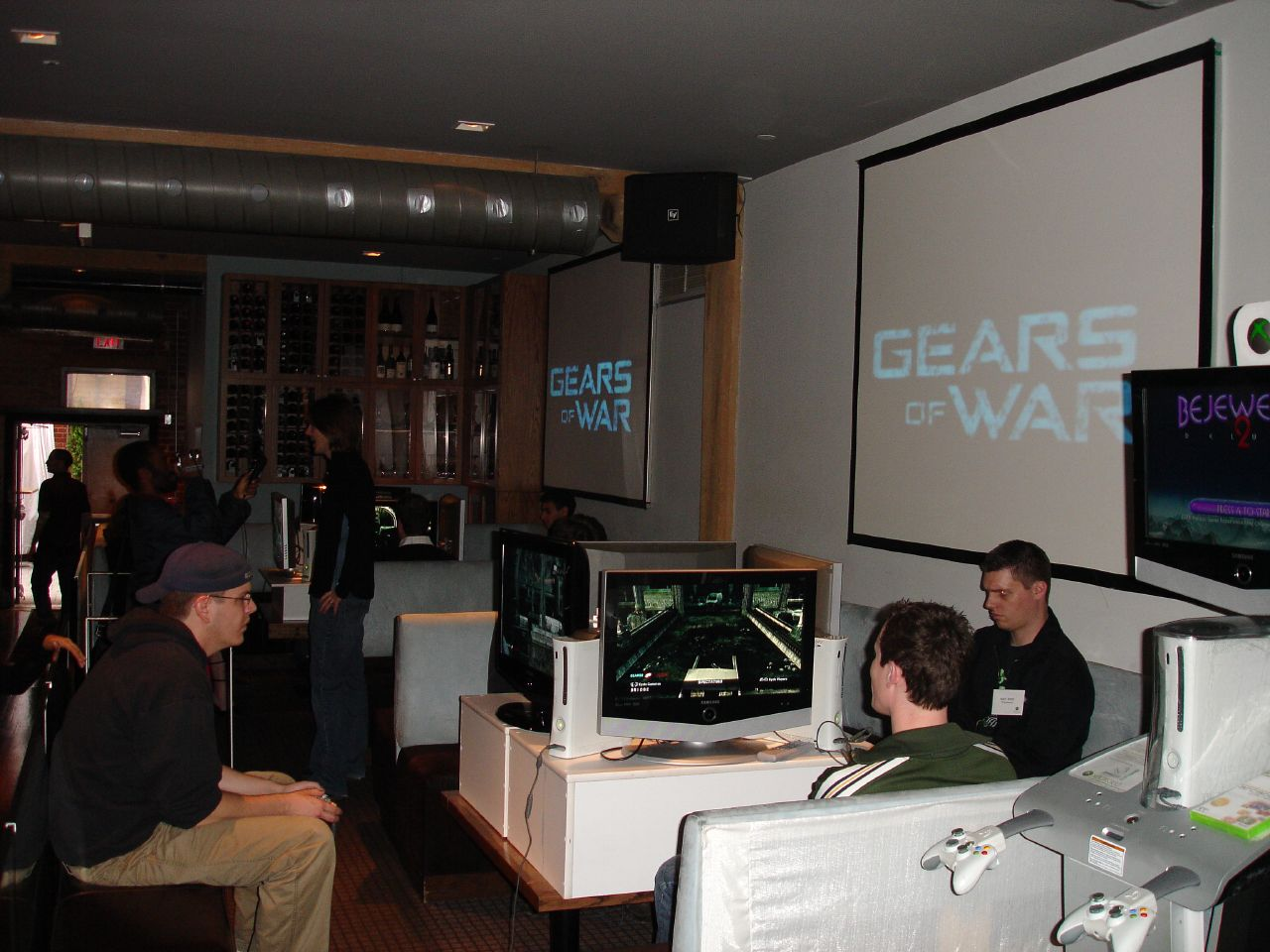
X06加拿大展中，戰爭機器也有一個專門的對戰區。

在加拿大的X06展中，以電影改編、動作類型、運動類型者，比較受到玩家的青睞，包括：
- 電影改編的遊戲
  - 超人再起（Superman Returns）
  - 除暴戰警（Crackdown）
  - 闇影狂奔（Shadowrun）
  - 縱橫諜海4：雙面間諜（Splinter Cell 4: Double Agent）
- 其他動作遊戲
  - 失落的星球（Lost Planet）
  - 戰爭機器（Gears of War）
- 運動類遊戲
  - 美國職業冰上曲棍球2007（NHL 2007）
  - 極速快感之玩命山道（Need for Speed: Carbon）
  - 爆裂摔角2007（WWE SmackDown vs RAW 2007）

## X06 高清新紀元（X06 Hongkong）
香港地區的X06（即「X06 高清新紀元」，也就是「X06 Hongkong」）是在灣仔香港會議展覽中心舊翼4樓401室舉行，僅於10月26日晚上舉辦，入場方式採邀請入場或預先登記方式。
香港地區展覽主軸，則是以太空和八大行星為主題，帶領參觀者進入無線和高清新的宇宙，讓現場玩家體驗Xbox 360的新遊戲與無線配件的優勢。

### 「八大行星」主題區

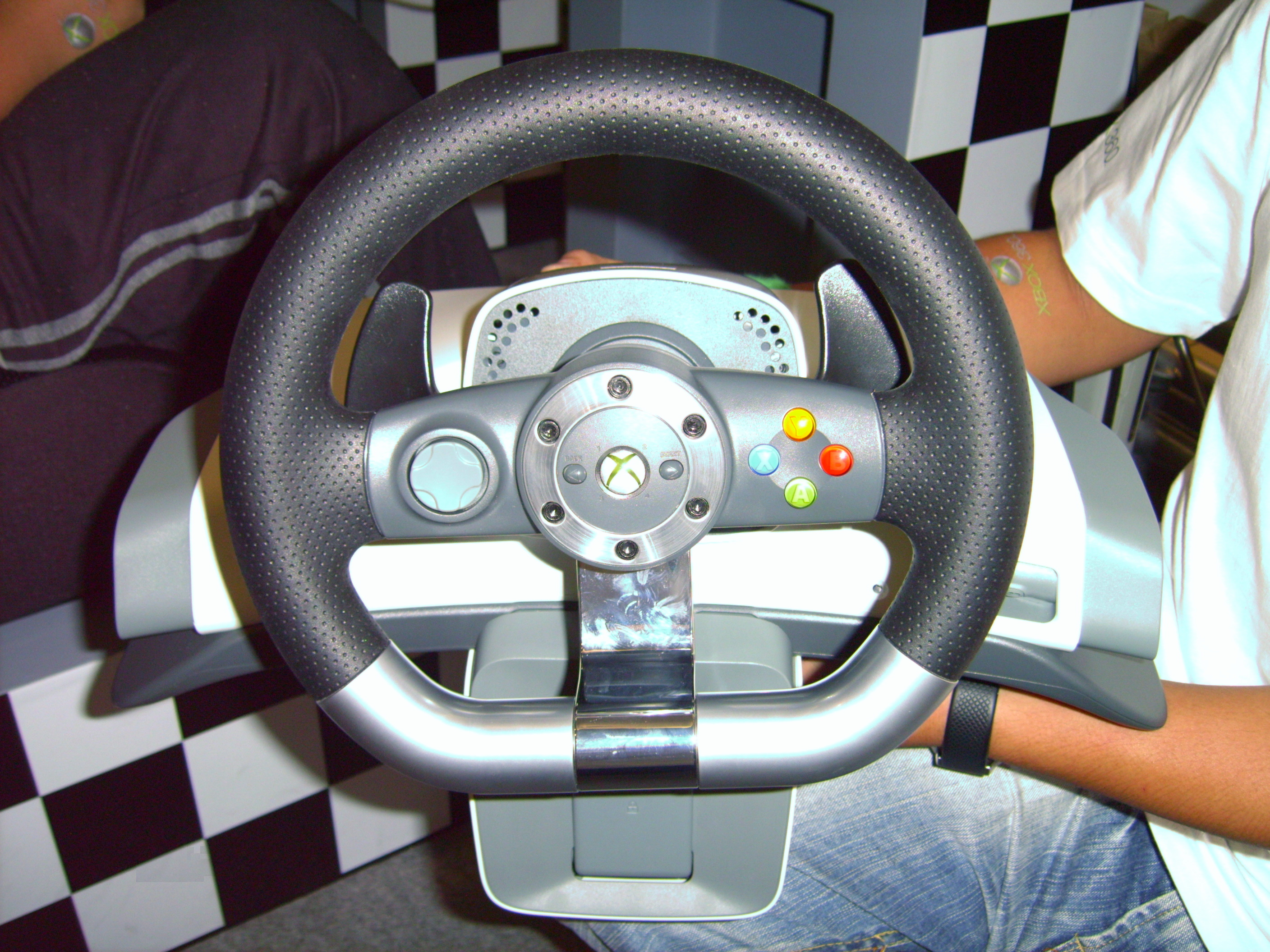
針對賽車遊戲，微軟也發表了力回饋控制套件，此為無線方向盤。

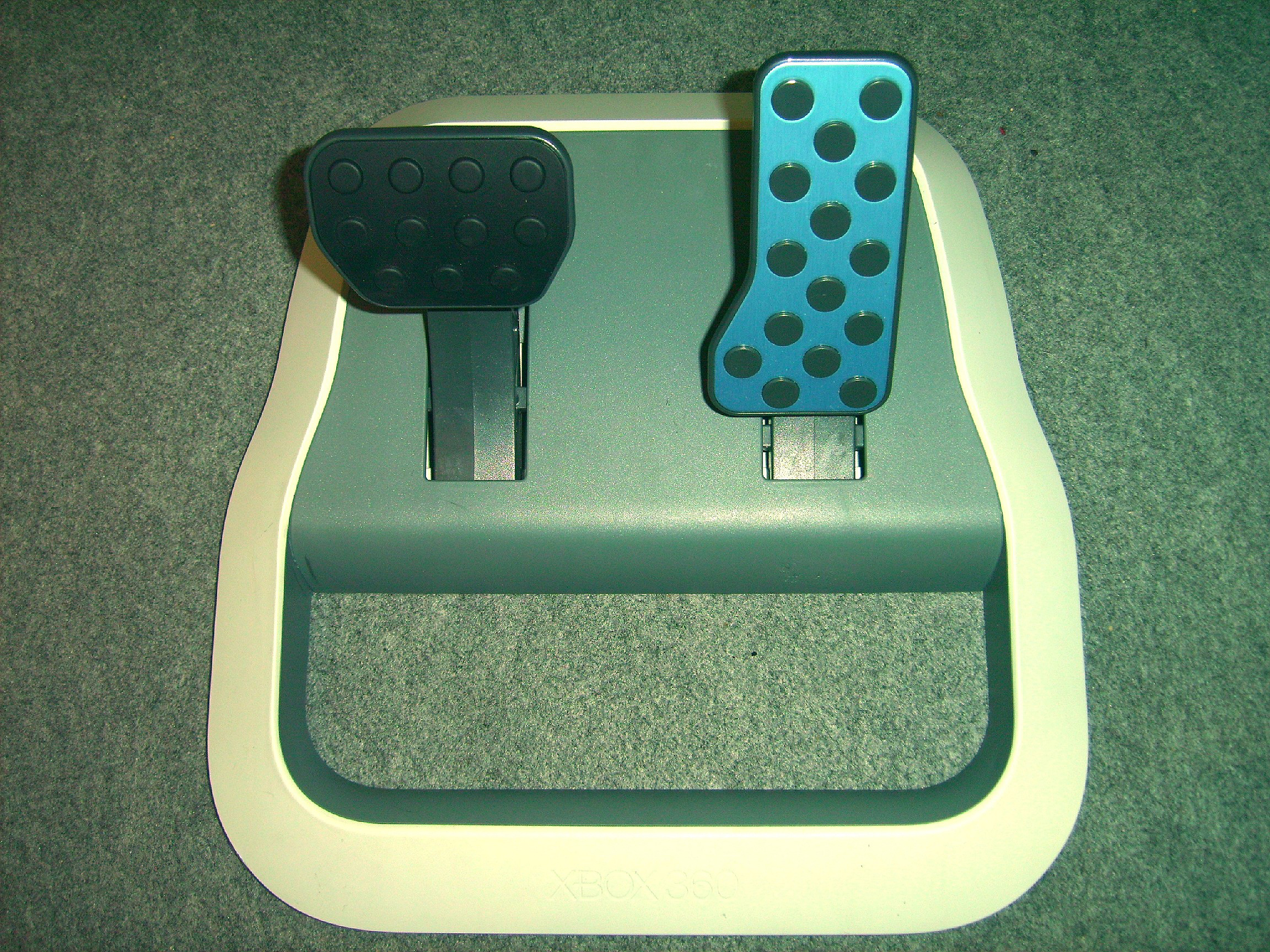
針對賽車遊戲，微軟也發表了力回饋控制套件，此為車用踏板。

在香港地區的「X06 高清新紀元」中，所謂「八大行星」則是指八個具有特色的展區，一個技術或一個遊戲即為一個展區，包括：
- 動作冒險遊戲
  1. 生死格鬥沙灘排球2（Dead Or Alive Xtreme 2）
- 動作射擊遊戲
  1. 失落的星球：極限狀態（Lost Planet: Extreme Edition）
  2. 戰爭機器（Gears of War）
  3. 機動戰士剛彈─特洛伊行動（Gundam Operation: Troy）
- 角色扮演遊戲
  1. 藍龍（Blue Dragon）
  2. 失落的奧德賽（Lost Odyssey）
- Xbox 360無線新技術
  - Xbox 360無線方向盤
  - Xbox 360無線耳機麥克風
- Xbox Live Arcade
  - Xbox Live 遊樂場，可以線上下載小遊戲的擴增內容

### 三人行，大激賞
香港微軟為了鼓勵結伴與會，特別舉辦三人小組預先登記活動，而預先登記成功的三人小組，即可獲得香港微軟提供的紀念夾克。

## X06 Taiwan

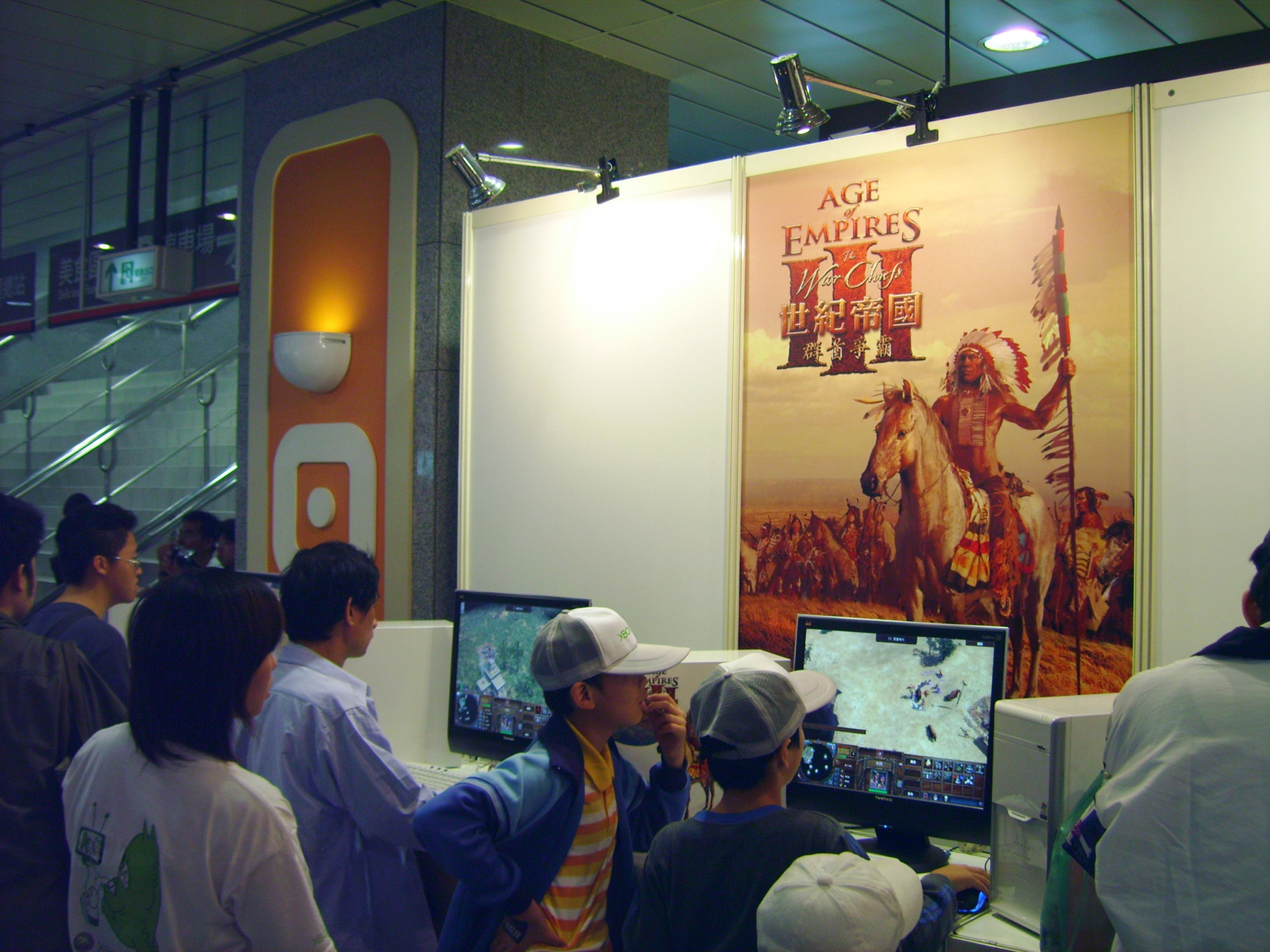
在台灣區的X06展覽中，還額外提供了PC平台的遊戲試玩區。

台灣地區的展覽（X06 Taiwan）則是在2006年11月3日－11月5日於台北車站的台北新世界購物中心中央廣場舉辦。而台灣區的展覽內容，則是與巴塞隆納展出的內容近似，但大多數的新遊戲，大多以正體中文化的遊戲為主軸。
和其他各國的差異是，台灣地區因為在PC遊戲的市場亦為多數，且台灣的PC遊戲高手不勝枚舉，因此台灣微軟也額外設置了PC遊戲展區，提供玩家體驗PC平台上的遊戲，包括微軟模擬飛行X、III。

### 相關活動

#### 官方主題活動
- 記者會暨經銷商大會：邀請美國的貴賓來台為現場的記者與經銷商介紹新推出但尚未上市的遊戲，不對外開放。
- VIP首見日：邀請持有XBOX或Xbox360遊戲片的玩家優先於開場第一日進場體驗新遊戲。
- 「電玩快打」日：邀請緯來綜合台「電玩快打」主持人小嫻親臨現場與玩家對戰新遊戲「戰爭機器」。
- 「五月天」Jump In：邀請台灣知名樂團五月天親臨活動會場，進行活動與主機代言儀式，並與玩家對戰「PGR3」。

#### 球迷見面會
- 中信鯨球迷會：邀請中信鯨棒球隊紀俊麟、曾漢州、黃貴裕與球迷現場對戰「MLB 2006」。
- 裕隆恐龍球迷會：邀請SBL裕隆隊球員曾文鼎與周士淵，和現場球迷對戰「NBA 2007」。

#### 其他活動
- CS代表隊見面會：主辦單位邀請台灣CS三冠王「eXtrame Gamers」與現場玩家進行「戰爭機器」的友誼賽。

## 資料來源
1. 1 2 3  Microsoft Corporation: "Xbox 360 Ushers in Exclusive New Worlds of Entertainment for Most-Anticipated Franchises Ever at X06", http://www.microsoft.com/presspass/press/2006/sep06/09-27X06ShowcasePR.mspx （页面存档备份，存于）, 2006年9月27日. - （英文）
2. 1 2  Gamerscore Blog: "X06 Canada - Press Event & Community Party", http://gamerscoreblog.com/team/archive/2006/10/19/X06_Canada.aspx （页面存档备份，存于）, 2006年10月19日. - （英文）
3. 1 2  香港微軟：「X06 高清新紀元官方網站」, http://www.xbox.com/zh-HK/community/activity/x06/ （页面存档备份，存于）, 2006年10月26日. - （繁體中文）
4. ↑  HKEPC Hardware：「全新超強遊戲陣容大檢閱 Xbox360展示次世代高清力量」, http://www.hkepc.com/bbs/news.php?tid=692013 （页面存档备份，存于）, 2006年11月1日. - （繁體中文）
5. ↑  Uwants Forum：「[X06 高清新紀元] 發佈會報告」, http://www.uwants.com/archiver/?tid-2909189.html （页面存档备份，存于）, 2006年10月26日. - （繁體中文）
6. 1 2  台灣微軟：「X06 Taiwan官方網站」, http://60.248.96.125/xbox.htm （页面存档备份，存于）, 2006年11月1日. - （繁體中文）

## 相關連結
- 微軟X06會議9/27在西班牙召開 - （简体中文）
- 微軟X06巴塞罗那會議 相關圖片 - （简体中文）
- X06 Official Website - （英文）